# Parafia św. Jana Bosko w Ostródzie
Parafia św. Jana Bosko w Ostródzie – parafia rzymskokatolicka dekanatu Ostróda archidiecezji warmińskiej.
Powołana do istnienia 1 lipca 1993 roku przez arcybiskupa Edmunda Piszcza, należy do inspektorii warszawskiej Towarzystwa św. Franciszka Salezego.

## Grupy parafialne
Liturgiczna Służba Ołtarza, Schola parafialna, SALOS, Rada parafialna Koło Biblijne pw. św. Cezarego z Arles.